# Lydia Belkacemi
Lydia Belkacemi (en arabe : ليديا بلقاسمي), née le 2 mars 1994 à Tazmalt en Algérie, est une footballeuse internationale algérienne évoluant au poste de milieu de terrain au FC Metz.

## Biographie

### Carrière en club
Lydia Belkacemi commence le football à 12 ans et évolue avec les garçons à Coulaines pendant un an. Elle rejoint ensuite Le Mans FC et découvre la D2 puis D1. Durant ses trois années au lycée, elle évolue également au Pôle espoir de Clairfontaine. En 2013, elle intègre l'ASJ Soyaux en D1.
En février 2017, elle rejoint le Stade brestois 29 évoluant pour la première fois en D2. À l'été 2019, elle s'engage à l'US Orléans.
En fin d'année 2022 à l'issue du match contre Le Mans le 4 décembre, Lydia Belkacemi est victime d'une grave blessure au genou (rupture des ligaments croisés) qui l'éloigne des terrains pendant plusieurs mois.
Après une saison marquée par sa blessure, Belkacemi quitte le club brestois qui n'est pas parvenu à se maintenir. L'internationale algérienne reste en D2 en rejoignant le FC Metz.

### Carrière en sélection
Sélectionnée en équipe de France des U16 aux U19, Lydia Belkacemi participe à l'Euro U17 en 2011 et devient vice-championne d'Europe.
En juin 2017, elle est appelée pour la première fois en équipe d'Algérie par le sélectionneur national Azzeddine Chih, pour participer à une double confrontation amicale contre la Jordanie, lors d'un stage de préparation pour les éliminatoires de la CAN 2018. Le 16 juin 2017, elle honore sa première sélection en tant que titulaire contre la Jordanie. Le match se solde par une victoire 0-1 des Algériennes. La sélection étant parvenue à se qualifier, elle participe au tournoi en novembre 2018 au Ghana. Elle est titulaire lors des trois matchs disputé par l'Algérie. Le 23 novembre 2018, elle inscrit son premier but en sélection face au Mali (défaite 2-3), lors du troisième et dernier match du groupe. L'Algérie est éliminé dès le premier tour avec trois défaites.
Elle participe également aux éliminatoires pour les Jeux Olympiques 2020 de Tokyo.
En octobre 2021, elle fait partie des joueuses convoquées pour deux rencontres contre le Soudan dans le cadre des éliminatoires de la CAN 2022. Le 20 octobre 2021, elle marque un but et distribue deux passes décisives lors de la victoire historique 14-0 contre le Soudan,. Le match retour prévu le 26 octobre est finalement annulé à la suite du coup d'État au Soudan,.

## Statistiques

### Statistiques détaillées
| Saison                | Club                  | Championnat           | Championnat | Championnat | Coupe(s) nationale(s) | Coupe(s) nationale(s) | Algérie | Algérie | Total | Total |
| Saison                | Club                  | Division              | M.          | B.          | M.                    | B.                    | M.      | B.      | M.    | B.    |
| 2009-2010             | Le Mans FC            | Division 2            | -           | -           | 1                     | 0                     | -       | -       | 1     | 0     |
| 2010-2011             | Le Mans FC            | Division 1            | 13          | 1           | 3                     | 1                     | -       | -       | 16    | 2     |
| 2011-2012             | Le Mans FC            | Division 2            | 11          | 3           | 1                     | 4                     | -       | -       | 12    | 7     |
| 2012-2013             | Le Mans FC            | Division 2            | 19          | 5           | 2                     | 0                     | -       | -       | 21    | 5     |
| Sous-total            | Sous-total            | Sous-total            | 43          | 9           | 7                     | 5                     | -       | -       | 50    | 14    |
| 2013-2014             | ASJ Soyaux            | Division 1            | 21          | 0           | 2                     | 1                     | -       | -       | 23    | 1     |
| 2014-2015             | ASJ Soyaux            | Division 1            | 18          | 0           | 2                     | 2                     | -       | -       | 20    | 2     |
| 2015-2016             | ASJ Soyaux            | Division 1            | 13          | 0           | -                     | -                     | -       | -       | 13    | 0     |
| 2016-2017             | ASJ Soyaux            | Division 1            | 2           | 1           | -                     | -                     | -       | -       | 2     | 1     |
| Sous-total            | Sous-total            | Sous-total            | 54          | 1           | 4                     | 3                     | -       | -       | 58    | 4     |
| 2016-2017             | Stade brestois 29     | Division 2            | 10          | 0           | -                     | -                     | 2       | 0       | 12    | 0     |
| 2017-2018             | Stade brestois 29     | Division 2            | 21          | 5           | 3                     | 1                     | 4       | 0       | 28    | 6     |
| 2018-2019             | Stade brestois 29     | Division 2            | 16          | 4           | -                     | -                     | 7       | 1       | 23    | 5     |
| Sous-total            | Sous-total            | Sous-total            | 47          | 9           | 3                     | 1                     | 13      | 1       | 63    | 11    |
| 2019-2020             | US Orléans            | Division 2            | 14          | 0           | 2                     | 0                     | 2       | 0       | 18    | 0     |
| 2020-2021             | US Orléans            | Division 2            | 6           | 0           | -                     | -                     | -       | -       | 6     | 0     |
| 2021-2022             | US Orléans            | Division 2            | 17          | 0           | 2                     | 1                     | 5       | 2       | 24    | 3     |
| Sous-total            | Sous-total            | Sous-total            | 37          | 0           | 4                     | 1                     | 7       | 2       | 48    | 3     |
| 2022-2023             | Stade brestois 29     | Division 2            | 10          | 1           | -                     | -                     | -       | -       | 10    | 1     |
| Sous-total            | Sous-total            | Sous-total            | 10          | 1           | -                     | -                     | -       | -       | 10    | 1     |
| 2023-2024             | FC Metz               | Division 2            | 6           | 0           | 1                     | 0                     | 2       | 0       | 9     | 0     |
| Total sur la carrière | Total sur la carrière | Total sur la carrière | 197         | 20          | 19                    | 10                    | 22      | 3       | 238   | 33    |

### En sélection

#### Matchs internationaux
Le tableau suivant liste les rencontres de l'équipe d'Algérie dans lesquelles Lydia Belkacemi a été sélectionnée depuis le 16 juin 2017 jusqu'à présent.

#### Buts internationaux
| 0   | Date             | Lieu                                         | Compétition      | Résultat | Adversaire | Détail | Détail        | Détail | Sél. |
| --- | ---------------- | -------------------------------------------- | ---------------- | -------- | ---------- | ------ | ------------- | ------ | ---- |
| 1er | 23 novembre 2018 | Cape Coast Sports Stadium, Cape Coast, Ghana | CAN 2018         | D 2-3    | Mali       | 37e    | de la tête    | 0-1    | 11e  |
| 2e  | 20 octobre 2021  | Stade Omar-Hamadi, Alger, Algérie            | Qualifs CAN 2022 | V 14-0   | Soudan     | 48e    | du pied droit | 11-0   | 16e  |
| 3e  | 28 novembre 2021 | Stade municipal d'Ariana, Tunis, Tunisie     | Match amical     | V 2-4    | Tunisie    | 38e    | -             | 0-1    | 18e  |